# Kanton Barneville-Carteret
Kanton Barneville-Carteret (francouzsky Canton de Barneville-Carteret) byl francouzský kanton v departementu Manche v regionu Dolní Normandie. Tvořilo ho 14 obcí. Zrušen byl po reformě kantonů 2014.

## Obce kantonu
- Barneville-Carteret
- Baubigny
- Fierville-les-Mines
- La Haye-d'Ectot
- Le Mesnil
- Les Moitiers-d'Allonne
- Portbail
- Saint-Georges-de-la-Rivière
- Saint-Jean-de-la-Rivière
- Saint-Lô-d'Ourville
- Saint-Maurice-en-Cotentin
- Saint-Pierre-d'Arthéglise
- Sénoville
- Sortosville-en-Beaumont